# Québec International
 (octobre 2011).
 (septembre 2011).
Québec International est  une agence de développement économique œuvrant dans la région métropolitaine de Québec.
Autrefois nommé PÔLE Québec Chaudière-Appalaches, l’organisme a adopté le nom de Québec International le 17 septembre 2010.

## Mission et mandats
Sa mission est de contribuer au développement économique et au rayonnement international de la région. Cette agence a pour buts de favoriser la croissance des entreprises, de soutenir les secteurs de force et d’attirer dans la région des investissements et des travailleurs qualifiés.
Les mandats, de Québec International sont :
- Faire la promotion de l'environnement économique concurrentiel de la région métropolitaine de Québec;
- Attirer des investissements étrangers;
- Améliorer la compétitivité des entreprises de la région et le développement des secteurs de force grâce à l'innovation et à l'accès au financement;
- Soutenir l'exportation et le développement de nouveaux marchés;
- Favoriser l'attraction de main d'œuvre étrangère qualifiée.

## Historique
La création de l’agence unique de développement économique dans la région métropolitaine de Québec remonte au début des années 2000, faisant suite à une certaine remise en question du modèle de développement en place à l’époque. Certains intervenants locaux avaient alors questionné le nombre d'organismes de développement œuvrant sur le territoire et le chevauchement de leurs mandats. Pour donner suite à ces interrogations, le Ministère de l'Industrie et du Commerce du Québec et le Bureau de la Capitale-Nationale, un organisme gouvernemental, commandèrent une étude au consortium Arthur Andersen et Municonsult. Présenté en 2001, le rapport confirma les constats plus tôt mentionnés.
Pour pallier ces lacunes fut alors créée la Corporation de Développement Économique Métropolitain (CODEM), regroupant plusieurs acteurs existants du développement économique de la région de Québec. Parmi ceux-ci, la SPÉQM (Société de promotion économique du Québec métropolitain), le GATIQ (Groupe pour l’avancement des technologies de l'information à Québec), Émergence entrepreneur, la Cité de l'optique et AgBio Centre, qui ne sera finalement jamais intégré au modèle. En juin 2002, la CODEM est placée sous la coprésidence d'Éric Dupont, des Laboratoires Aeterna, et Jean Leclerc, des Biscuits Leclerc. La CODEM sera renommée PÔLE Québec Chaudière-Appalaches, le 15 avril 2003. Charles Boulanger est alors Président-directeur général de l’organisme.
Parmi les initiatives mises alors de l’avant par l’organisme, notons la première édition de Futurallia à Québec, un événement ayant reçu 750 entreprises venant de 26 pays dans le cadre du Carrefour mondial des PME. Est aussi présenté le premier profil économique de la ZONE Québec Chaudière-Appalaches. L’agence lança également les filiales d'excellence et différentes initiatives visant à créer de la concertation, des opportunités et du dynamisme au sein de l'économie de sa zone d’intervention.
En 2005, alors que Paul-Arthur Huot est Président-directeur général, PÔLE se voit attribuer la coordination la démarche ACCORD pour la Capitale-Nationale, une initiative du Ministère du Développement économique, de l'Innovation et de l'Exportation. Cette démarche a mené au lancement de 6 créneaux d'excellence et de 12 projets représentant des investissements projetés de l’ordre d’un milliard de dollars et la création de 10 000 emplois d'ici 2012. Elle mobilisera de plus 140 leaders des secteurs privé, public et académique de la région.
Le 17 septembre 2010, PÔLE change de nom et devient Québec International. Ce changement marque une étape importante pour l'organisation qui renforce sa mission sur la scène internationale avec comme objectif d'y faire rayonner le savoir-faire régional et d'attirer talents et investissements. Pour l’occasion, une nouvelle identité visuelle de même qu’un nouveau site web ont été créés, appuyant cette volonté.

## Expertises
L’organisme intervient sur quatre lignes d'affaires :
- Réalisation d’études économiques et veille stratégique;
- Promotion et  prospection des investissements étrangers;
- Soutien à la croissance des entreprises;
- Développement et animation des secteurs de force de la région, qui sont :

1. Les Sciences de la vie (biopharmaceutique et diagnostic, produits et équipements médicaux, produits de santé naturels, technologies médicales);
2. La Transformation agroalimentaire (Aliments santé);
3. Les Technologies de l'information et de la communication (TIC) et l'électronique (optique-photonique, géospatial, logiciels, divertissement interactif et arts numériques);
4. Le Bâtiment vert et intelligent;
5. Le Tourisme de croisière.

## Gouvernance
Le conseil d'administration de Québec International est formé d'entrepreneurs de la région. Ceci confère à l'organisation un rôle de concertation et de mobilisation au service des entrepreneurs et des acteurs du développement économique de la région. Le conseil est présidé par Dr Fernand Labrie, Président et directeur général, d’Endoceutics. Il est secondé par 12 administrateurs chevronnés. Le conseil est complété par quatre observateurs issus des divers paliers gouvernementaux.

## Controverse au sujet du financement
En 2008, une controverse éclate à la suite de la nouvelle politique du ministère canadien de l’Agence de Développement Économique du Canada pour les régions du Québec (DÉC).
En effet, la nouvelle politique prévoit de cesser l'octroi des subventions annuelles par DÉC de tout OSBL, sur une période de trois ans.
Cette politique affectera, entre autres, des organismes comme PÔLE (ainsi nommée à l'époque), l'Institut national d'optique (INO) et Montréal International.
Cette politique soulève beaucoup de controverse, puisque les trois organismes ci-dessus sont d'importants vecteurs de développement économique, et donc créateurs de richesse.
Le ministre, Jean-Pierre Blackburn, reste cependant sur ses positions. Il affirme en effet qu'un OSBL dont l'action est efficace devrait être supporté par son milieu, et ajoute que ces organismes pourront toujours demander du financement pour des projets spécifiques.
Plusieurs personnalités, telles que le maire de Québec Régis Labeaume, le maire de Montréal Gérald Tremblay, ainsi que Raymond Bachand, ministre québécois du Développement économique, de l'Innovation et de l'Exportation, se sont fortement objectés à la décision de DÉC.
Québec International reçoit à l'heure actuelle, en plus de ses revenus de source privée, un financement tripartite du fédéral, du provincial et de la ville de Québec.

## Sources
- Documents internes et site web de PÔLE Québec Chaudière-Appalaches / Québec International.